# Gunnar F. H. Spellmeyer

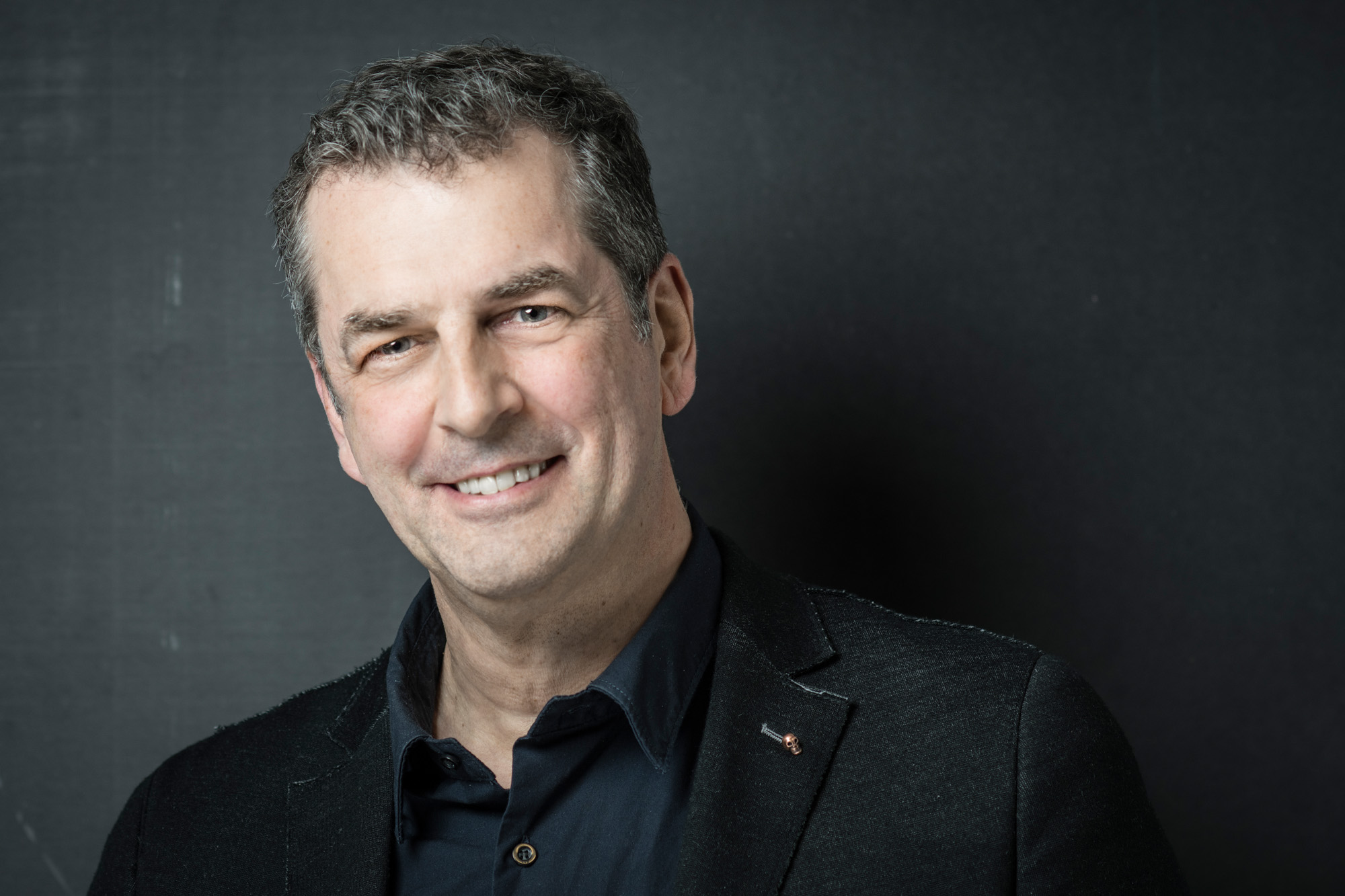
Gunnar Spellmeyer, 2017

Gunnar F. H. Spellmeyer (geboren 1. Mai 1964 in Osnabrück) ist ein deutscher Designer und Professor für Industrial Design, Entwurf und Entwurfspräsentation an der Hochschule Hannover (HsH). Er ist mit der Pastorin Annette Behnken verheiratet.

## Leben
Spellmeyer studierte zwischen 1983 und 1990 Industrial Design bei dem ehemaligen Rektor der Kunsthochschule Weißensee, Gerhard Strehl. Am 10. Oktober 1988 gründete er zusammen mit Andreas von Cube, Holger Müller, Andreas Radde, Andreas Schulz, Nikolaus Tams und Stefan Züchner das Designbüro „formfürsorge“, das er zuletzt mit Nikolaus Tams bis 2005 führte.
Von 1992 bis 1998 unterrichtete Spellmeyer an der Werkakademie für Gestaltung in Hannover, hatte Lehraufträge an der Köln International School of Design (KISD) und der Fachhochschule Hannover.
Im Jahr 2000 wurde Spellmeyer zum Professor für Industrial Design Entwurf und Entwurfspräsentation an die heutige Hochschule Hannover berufen. 2001 erhielt er von der Vereinigten Universität Hefei, Provinz Anhui, China eine Ehrenprofessur.
2023 würdigte das Institut Seni Indonesia Yogyakarta die Verdienste Spellmeyers und verlieh den akademischen Grad Ehrendoktor (Dr. h.c.) „in Anerkennung seiner herausragenden Leistungen auf dem Gebiet des Industriedesigns, des Design Thinking und der Innovation … mit allen damit verbundenen Rechten, Privilegien und Pflichten.“
Als junger Designer wurde er u. a. 1992 von der Raymond Loewy Foundation mit dem Lucky Strike Designer Award ausgezeichnet. Spellmeyer hat vier Töchter und lebt mit seiner Frau in der Region Hannover.

## Wirken
Spellmeyers Interesse gilt insbesondere einem Design, das den Menschen und seine Bedürfnisse ins Zentrum stellt, dem sog. „Human-centered Design“ (HCD) und prägte den Begriff des „Human Centered Entrepreneurship“.
Spellmeyer arbeitete für Unternehmen wie Bahlsen, Bree, Nils Holger Moormann, Haus Rabenhorst, Hutschenreuther, Casala, Oase, Landeskirche Hannover, Sparkasse Hannover, VGH Versicherungen und ist Spezialist für Innovation, kreatives Denken und Design Thinking.
In der Hochschule Hannover initiierte er u. a. ›Nexster‹, das heutige Entrepreneurshipcenter der Hochschule Hannover, auch das Projekt „aufhof“ mit der „innovercity“ – einem Haus der Innovationen – begründet sich auf Spellmeyers Initiative und wurde zusammen mit vielen Partnern als Zwischenraumnutzung und Experiment 2023 umgesetzt.
Zusammen mit seinen internationalen Kollegen im Bereich Entrepreneurship (Fenny de Boer, Groningen; Sabine Mueller, Dijon; Vaidotas Levickis, Klaipėda; Dick de Vries, Groningen; Michael Damskjaer, Aarhus; Dörte Roloff, Hannover) wurde er für das gemeinsame entwickelte Programm einer internationalen Entrepreneurship-Summerschool mit dem ›Innovation and Teaching Excellence Award‹ ausgezeichnet. Das Programm zeichnet sich durch eine Erweiterung des Design Thinking Gedankens aus und fördert explizit die Haltung der Offenheit sowie die unternehmerische Persönlichkeit im interkulturellen Kontext.
Zusammen mit Mario Leupold und Dörte Roloff entwickelte Spellmeyer das mit dem Innovationsfonds der Stadt Hannover ausgezeichnete Format ›Prototypenparty‹ – hier haben Erfinder, Designer, Maker oder Hacker die Möglichkeit, niederschwellig und frühzeitig vor Live-Publikum ihre Prototypen zu testen.
Von 2011 bis 2019 war Spellmeyer ehrenamtlich stellvertretender Vorstandsvorsitzender des Kreativnetzwerkes kre-H-tiv und engagiert sich in Hilfsprojekten des Lions Club Hannover (als Präsident 2016/2017).

## Lehrtätigkeit
- 1992–2000 Werkakademie für Gestaltung im Handwerk
- 1996 Gastdozentur an der Köln International School of Design (KISD), Köln
- 1996–1998 Lehrauftrag an der Fachhochschule Hannover
- 1998–2000 V.-Professur an der Fachhochschule Hannover
- 2000 bis heute Professur an der heutigen Hochschule Hannover (HsH)
- 2000–2001 Vorträge, Workshops und Seminare an der VU Hefei, China
- 2005–2010 Vorträge, Workshops und Seminare am National Institute of Design, Ahmedabad, Indien
- 2013 bis heute Design Thinking Workshops im islamischen Raum am Institut Seni Indonesia, Yogyakarta[14][15], Java, Indonesien, sowie in Klaipėda, Litauen, und Dijon, Frankreich.

## Einzelausstellungen (Auswahl)
- 1992 Materialinspirationen, Galerie Kolon, Köln
- 1992 formfürsorge, Modus Moebel, Berlin[16]
- 1992 formfürsorge, Galeria Zoltan, Mailand
- 1992 XXL, Am Saum der Möbel, Galerie Kunst und Raum, Hannover
- 1996 formfürsorge, Handwerksform Hannover
- 1998 formfürsorge, Kunstverein Langenhagen

## Auszeichnungen, Aufnahmen (Auswahl)
- 1987 1. Preis: ›Einrichtungsgegenstände‹, Wettbewerb des Verband der Creativen Inneneinrichter; Hamburg – Gartenliege
- 1987 und 1988 Design Plus, Rat für Formgebung, Frankfurt – Schneidbrett Pigment, Ascher Cenicero
- 1990 Deutsche Auswahl, Stuttgart – Schneidbrett ecco
- 1991 Auswahl Peter Steuyvesant Jung-Designer des Jahres, Roter Punkt Design Zentrum NRW
- 1992 Lucky Strike Junior Design Award, Raymond Loewy Foundation, Hamburg
- 1996 Preisträger Design Wettbewerb ›Türdrücker‹ HEWI, FSB, Handwerkskammer Hannover – Türdrücker
- 2015 Innovationsfonds der Stadt Hannover mit ›Prototypenparty 2.0‹
- 2015 Innovation and Entrepreneurship Teaching Excellence Award 2015 mit ›face‹ des ›European Conference on Innovation and Entrepreneurship (ECIE)‹
- 2018 Stadtkulturpreis des Freundeskreises Hannover für kre-H-tiv Netzwerk e.V.[17]

## Aufnahme in folgende Sammlungen
- Neue Sammlung des Staatlichen Museums für angewandte Kunst, München: Schneidbrett Pigment – formfürsorge
- Vitra Design Museums, Weill am Rhein: Hocker Festus – formfürsorge
- Museum für Kunst & Gewerbe, Hamburg: Hocker Festus, Regal Tell – formfürsorge
- Museum August Kestner, Hannover: Schrank Bandit, Schneidbrett Pigment – formfürsorge
- MAK, Frankfurt: Schrank Bandit – formfürsorge
- Stedelijk Museum, Amsterdam: Stuhl Thor – formfürsorge

## Publikationen
- Friedrich Weltzien, Martin Scholz (Hrsg.) et al.: Materialimpulse – Wie sich das entwerferische Denken mit dem Material formt in „Die Sprachen des Materials“, S. 37 – 45, 2016, (Reimer, Dietrich – Verlag), ISBN 978-3-496-01560-4
- Hardy Seiler, Hendrik Schwedt (Hrsg.): FuturXchange, 2015, Vorwort „raus aus dem Monolog. Und rein in die Zukunft.“ S. 3
- Institut für Auslandsbeziehungen e.V. (Hrsg.), Ursula Zeller (verantwtl.): bewußt, einfach – Das Entstehen einer alternativen Produktkultur, Ausstellungsband des Instituts für Auslandsbeziehungen e.V., 1998, S. 89: formfürsorge ›bandit‹
- Museum für Kunst und Gewerbe Hamburg: Ideen sitzen, S. 152/153, formfürsorge festus, ISBN 978-3-923859-77-1
- Carlo Pirovano (Editor in Chief): History of Industrial Design — 1919 – 1990, The Dominion of Design, Beitrag von Herbert Lindinger „Germany: The Nation of Functionalism“, S. 86–101; 1991, Electa Milan
- Marion Godau, Bernd Polster: Design Lexikon Deutschland, S. 182/183 und S. 257; Köln: DuMont, 2000, ISBN 3-7701-4429-5

## Belege
1. ↑  Exklusiv! TV-Pastorin heiratet Design-Professor: Das Wort zum Sonntag heißt „JA“. Abgerufen am 18. August 2022.
2. ↑  Warta Jogja: ISI Yogya Anugerahkan Doktor Kehormatan Bagi Romo Prier dan Professor Gunnar Spellmeyer. In: warta jogja. Abgerufen am 26. Juli 2023.
3. ↑  Penganugerahan Gelar Doktor Kehormatan kepada Karl-Edmund Prier, SJ dan Professor Gunnar Spellmeyer – ISI JOGJA. Abgerufen am 26. Juli 2023 (amerikanisches Englisch).
4. ↑  ISI Yogyakarta Anugerahkan Gelar Doktor Kehormatan kepada Romo Prier dan Gunnar Spellmeyer. Abgerufen am 26. Juli 2023 (id-ID).
5. ↑  Gunnar Spellmeyer (Memento vom 16. Januar 2017 im Internet Archive) (Lebenslauf), auf nexster.de, abgerufen am 20. März 2021.
6. ↑  Nexsters Vision eines mensch-zentrierten unternehmerischen Handelns an Hochschule Hannover – Hochschule Hannover. Abgerufen am 26. Juli 2023.
7. ↑  Experts & Expertises. Abgerufen am 18. August 2022 (deutsch).
8. ↑  Gunnar Spellmeyer, auf nexster.de, abgerufen am 20. September 2023
9. ↑  Conrad von Meding: Hannover startet Stadtexperiment: Das bietet der Aufhof im ex-Kaufhof. 31. Mai 2023, abgerufen am 26. Juli 2023.
10. ↑  AUFHOF Mix aus Stadtentwicklung, Wissenschaft und Event – Zwischennutzung des ehemaligen Kaufhof-Gebäudes ab Juni. Abgerufen am 26. Juli 2023.
11. ↑  Prototypenparty
12. ↑   kre-H-tiv Netzwerk, Vorstand (Memento des Originals vom 23. Dezember 2016 im Internet Archive)  Info: Der Archivlink wurde automatisch eingesetzt und noch nicht geprüft. Bitte prüfe Original- und Archivlink gemäß Anleitung und entferne dann diesen Hinweis., abgerufen am 15. Dezember 2016
13. ↑  Lions Club Hannover, abgerufen am 15. Dezember 2016
14. ↑  Programm Studi Baru am Institut Seni Indonesia Yogyakarta
15. ↑  Workshop International Design Thinking Yogyakarta
16. ↑  Modus Möbel, Ausstellungen (s. formfürsorge)
17. ↑  Freundeskreis Hannover feiert Jubiläum. Abgerufen am 5. Dezember 2018.

| Personendaten    | Personendaten |
| ---------------- | --- |
| NAME             | Spellmeyer, Gunnar F. H.                                                                                           |
| KURZBESCHREIBUNG | deutscher Designer und Professor für Industrial Design Entwurf und Entwurfspräsentation an der Hochschule Hannover |
| GEBURTSDATUM     | 1. Mai 1964 |
| GEBURTSORT       | Osnabrück |